# 拉穆达拉
拉穆达拉，是西班牙卡斯蒂利亚-莱昂巴利亚多利德省的一个市镇。总面积19平方公里, 2001年普查人口總數為238人，人口密度為每平方公里13人。